# Petruși, Ripkî
Petruși (în ucraineană Петруші) este localitatea de reședință a comunei Petruși din raionul Ripkî, regiunea Cernihiv, Ucraina.

## Demografie
Componența lingvistică a localității Petruși
     Ucraineană (97,73%)
     Rusă (1,89%)
     Alte limbi (0,38%)
Conform recensământului din 2001, majoritatea populației localității Petruși era vorbitoare de ucraineană (97,73%), existând în minoritate și vorbitori de rusă (1,89%).